# 一致性相關係數
一致性相關係數是在統計學中評估兩個變數之間的一致性（例如再現性或評分者間信度）的一種方法。

## 定義
一致性相關係數（{\displaystyle \rho _{c}}）定義如下：
{\displaystyle \rho _{c}={\frac {2\rho \sigma _{x}\sigma _{y}}{\sigma _{x}^{2}+\sigma _{y}^{2}+(\mu _{x}-\mu _{y})^{2}}},}
其中，{\displaystyle \mu _{x}}和{\displaystyle \mu _{y}}分別是各組變量的平均值， {\displaystyle \sigma _{x}^{2}}和{\displaystyle \sigma _{y}^{2}}是相對應的變異數。 {\displaystyle \rho }是两个变量之间的相關係數。
這是因為，根據定義：
{\displaystyle \rho _{c}=1-{\frac {{\rm {Expected\ orthogonal\ squared\ distance\ from\ the\ diagonal\ }}x=y}{{\rm {Expected\ orthogonal\ squared\ distance\ from\ the\ diagonal\ }}x=y{\rm {\ assuming\ independence}}}}.}
如有{\displaystyle N}對數據{\displaystyle (x_{n},y_{n})} ，{\displaystyle n=1,...,N} ，則一致性相關係數為：
{\displaystyle {\hat {\rho }}_{c}={\frac {2s_{xy}}{s_{x}^{2}+s_{y}^{2}+({\bar {x}}-{\bar {y}})^{2}}},}
其中平均值计算方式如下
{\displaystyle {\bar {x}}={\frac {1}{N}}\sum _{n=1}^{N}x_{n}}
變異數計算方式如下：
{\displaystyle s_{x}^{2}={\frac {1}{N}}\sum _{n=1}^{N}(x_{n}-{\bar {x}})^{2}}
共變異數計算方式如下：
{\displaystyle s_{xy}={\frac {1}{N}}\sum _{n=1}^{N}(x_{n}-{\bar {x}})(y_{n}-{\bar {y}}).}
普通相关系数（Pearson 相關係數）並不受使用有偏或無偏方法估計變異數所影響，但一致性相關係數並非如此。在Lin所發表的原始論文中建議以1/N 進行標準化，但在另一篇論文，尼克森似乎以 1/(N-1)進行標準化。因此以不同方式計算一致性相關係數，結果可能略有不同。

## 與其他相關性指標的關係
一致性相關係數與某些稱為組内相關的相關性指標几乎相同。針對不同資料集，比較其一致性相關係數與「普通」的組內相關，發現兩者之間差異甚微。 也有人指出一致性相關係數的概念與 Krippendorff在1970年發表的結果很類似。
在Lin的原始論文，曾建議一種適用於多個（不只兩個）類別的型式。十多年以後該型式被提出修正。
使用一致性相關係數的例子之一，是功能性磁共振成像腦部掃描的分析方法之比較。